# Павинский, Адольф Иванович
Адольф Иванович Павинский (7 июня 1840, Згеж — 23 августа 1896, Гродзиск-Мазовецкий) — польский историк, архивист; профессор всеобщей истории Императорского Варшавского университета.

## Биография
Был вторым из четверых детей Яна Павинского. Его отец происходил из Слупцы и был владельцем небольшой химчистки в Згеже. Мать, Амалия Франсишка Кунегунда (из дома Кронов) была дочерью финансиста, сдававшего товары в долгосрочную аренду. Начальную школу окончил в Згеже, среднюю в Пётркуве-Трыбунальском.
В 1859 году поступил на факультет философии и истории в Санкт-Петербургском университете, где принимал активное участие в студенческом движении. Наладил связи с польскими студентами в Санкт-Петербурге и в Дерпте. В феврале 1861 года в Варшаве участвовал в съезде делегатов польских студентов российских университетов, который был ответом на закрытие Санкт-Петербургского университета в результате студенческих волнений в том же году. В феврале 1862 года Павинский перешёл Дерптский университет, где был принят в студенческую корпорацию «Konwent Polonia».
В 1864 году получил степень кандидата наук. В том же году Теодор Витте, дерптец, предоставил Аавицкому двухлетнюю стипендию на обучение за рубежом. Сначала он отправился в Берлин, где встретился с Ранке. Позже посещал лекции Яффе и Дройзена. Затем отправился в Гёттинген, где под руководством Вайца (в его исторической семинарии) получил докторскую степень за исследование о развитии средневекового устройства итальянских коммун.
В 1868 году после возвращения в польские земли стал адъюнкт-профессором в Варшавской главной школе и получил одновременно оплачиваемую должность в Главном архиве древних актов в Варшаве.
В Санкт-Петербурге в 1871 году, представив исследование о полабских славянах, получил доктора всеобщей истории и был назначен адъюнкт-профессором в Императорском Варшавском университете (после закрытия Варшавской главной школы).
В 1875 году стал директором Главного архива и был назначен ординарным профессором.
Состоял членом-корреспондентом Академии знаний. В 1876 году стал членом Московского археологического общества.
Состоял соредактором ежемесячного издания «Biblioteka Warszawska», с 1883 года на протяжении нескольких лет участвовал в издании «Tygodnika Illustrowanego», был также одним из основателей журнала «Ateneum» и писал статьи для «Большой всеобщей иллюстрированной энциклопедии» («Wielka encyklopedia powszechna ilustrowana») и многих журналов. Курировал секцию читален при Товариществе милосердия. Был также одним из основателей Общества летних лагерей.
Был похоронен в семейном склепе на кладбище Старые Повонзки в Варшаве.

## Научная работа
Число его работ достигает 150. Внимание его было главным образом сосредоточено на изучении внутренней жизни польского народа и развития государственного строя Речи Посполитой, её финансов и экономического быта. Им издано также несколько ценных исследований по истории польского права. Собранные Павинским в большом количестве материалы по истории Польши были изданы под общим заглавием «Teki A. Pawińskiego», то есть портфель А Павинского.
Главные работы.: «Zur Entstehungsgeschichte des Consulats in den Communen Nord und Mittelitaliens in XI и XII Jahrb.» (Гёттинген, 1867), «Полабские Славяне в борьбе с немцами» (Санкт-Петербург, 1871), «Stefan Batory pod Gdańskiem» (Варшава, 1887, «Źródła dziejowe», том III), «Początki panowania Stefana Batorego» (Варшава, 1877, «Ź. d.», том IV), «Sprawy Prus książęcych za Zygmunta Augusta w. r. 1566—1568» (Варшава, 1879, «Ź. d.», t. VII), «Skarbowość w Polsce i jej dzieje za Stefana Batorego» (Варшава, 1881, «Ź. d.», том VIII), «Księgi podskarbińskie za Stefana Batorego» (Варшава, 1576—1586" (Варшава, 1881, «Ź. d.», том IX), «Akta metryki koronnei… z czasów Stefana Batorego» (Варшава, 1882, «Ź. d.», том XI), «Polska XVI wieku pod względem geograficzno-statystycznym» (Варшава, 1883), «Wielkopolska» (там же, 1883), «Małopolska» (там же, 1886), «Mazowsze» (там же, 1896, «Ź. d.», тома XII, XIII, XIV, XV, XVI), «Jana Ostroroga Żywot i pismo о naprawie rzeczypospolitej» («Bibl. Umiejęt. Prawnych», 1884), «1572—1795. Rządy sejmikowe w Polsce na tle stosunków województw kujawskich» (Варшава, 1888; четыре тома актов, как приложения), «Ostatnia księżna mazowiecka» (Варшава, 1892), «Młode lata Zygmunta Starego» (Варшава, 1893), «Sejmiki Ziemskie. 1374—1505» (Варшава, 1895), «Michał Gröll» (Краков, 1896), «Teki A. Pawińskiego» (том 1), «Liber Quitantiarum Alexandri Regis ab a. 1502 ad 1506» (там же, 1897).
На рубеже XIX—XX веков на страницах ЭСБЕ была дана высокая оценка его научной деятельности: «Очень трудолюбивый и талантливый, Павинский занимал первое место среди современных ему польских историков».